# Alternatives économiques
Pour les articles homonymes, voir Alter Eco.
Alternatives économiques, dit aussi « Alter éco », est un magazine mensuel et un site internet quotidien traitant de questions économiques et sociales. 
Ses auteurs, outre les journalistes de la rédaction, sont des universitaires proches des théories économiques néo-keynésienne, régulationniste ou post-keynésienne.
Il défend une ligne éditoriale politiquement classée à gauche.
Alternatives économiques est publié par Alter Eco, une entreprise coopérative détenue par ses salariés.

## Histoire et organisation
Alternatives économiques a été fondé par l'économiste Denis Clerc. Selon Jean-Marie Charon dans le numéro anniversaire des 40 ans du journal, le journal démarre avec plusieurs orientations : « l'analyse critique et l'explication des mécanismes économiques, l'affirmation du rôle décisif de la demande et des politiques en faveur de celles-ci, l'accent mis sur les questions sociales, le soutien à la construction européenne, la prise en compte des enjeux écologiques et l'affirmation qu'il y a bien des alternatives, avec une attention aux innovations économiques et sociales, à commencer par l'économie sociale et solidaire ». Basé sur l'expertise et la pédagogie à ses débuts, devant le succès rencontré dans le monde des enseignants, lycéens et étudiants, il évolue vers des outils adaptés à ce public. Devant le développement du numérique, il évolue vers plus de visuel et un storytelling plus attractif toujours basé sur les données analysées. Depuis le premier numéro de novembre 1980 tiré à 2 000 exemplaires, ses ventes ont continuellement augmenté pour atteindre aujourd'hui plus de 100 000 exemplaires par an. En 2017, Alternatives économiques avait un chiffre d'affaires d'environ 6 millions d'euros. En 2017, la société était bénéficiaire d'environ 23 000 euros.
En 2018, Alternatives économiques a obtenu le prix du magazine de l'année, décerné par le Syndicat des éditeurs de la presse magazine (SEPM) et les magasins Relay.
Le magazine, édité par une coopérative (Scop SA), n'est pas adossé à un groupe de presse et vit principalement de ses ventes. Il reçoit néanmoins, comme beaucoup de journaux et magazines d'information politique et générale, des aides directes de l'État français à hauteur de 264 000 € pour l'année 2015 (aide au pluralisme pour les titres IPG à faibles ressources publicitaires et FSDP - Fonds stratégique pour le développement de la presse).
Sur le plan juridique, Alternatives économiques est une Société coopérative et participative (Scop) sous forme de société anonyme (SA). En conséquence, elle appartient majoritairement à ses salariés. Une association de lecteurs et une société des lecteurs se sont aussi constituées autour du magazine. La gouvernance de la Scop (directeur général et président du conseil d'administration) est élue chaque année par son conseil d'administration, lui-même élu par l'ensemble des associés de la Scop.
En 1995 la SCOP lance la Lettre de l'insertion par l'activité économique traitant des questions d'emploi, de chômage et d'insertion des personnes en difficulté sur le marché du travail. Cette lettre a été éditée jusqu'en 2010. Puis, son activité s'est étendue par la reprise en 2002, en coopération avec l'hebdomadaire Télérama du magazine Croissance. Le monde en développement, créé par Georges Hourdin en 1961, et renommé pour l'occasion Alternatives internationales. La coopération avec Télérama s'interrompt en 2007 : Alternatives économiques poursuit la publication en lien avec le journal Libération jusqu'en 2010, puis seul jusqu'à l'arrêt de la publication en 2015.
En 2018, la coopérative édite également le trimestriel Les Dossiers d'Alternatives économiques, consacré à des thématiques d'engagement citoyen, ainsi que le trimestriel L'Économie politique, contenant des articles de recherche en économie et sciences sociales.
En 2020, hormis Christian Chavagneux, toujours président du conseil d'administration, l'équipe d'origine du journal, avec Denis Clerc, Philippe Fremeaux et Guillaume Duval, a laissé la place à une équipe de quadragénaires comme Laurent Jeanneau, Sandrine Foulon et Marc Chevallier. Un quart des rédacteurs a moins de 30 ans. Le modèle du journalisme d'expertise assez peu répandu dans la profession permet d'attirer des journalistes de qualité.

## Ligne éditoriale
Cette section ne s'appuie pas, ou pas assez, sur des sources secondaires ou tertiaires indépendantes du sujet. Le texte peut contenir des analyses inexactes ou inédites de sources primaires.
Pour l'améliorer, ajoutez-en, ou placez des modèles {{Source secondaire souhaitée}} ou {{Source secondaire nécessaire}} sur les passages mal sourcés. (mai 2023)
Alternatives économiques est habituellement classé à gauche,,. Proche du keynésianisme[réf. nécessaire], Alternatives économiques traite également des thèmes altermondialistes et se montre critique vis-à-vis du néolibéralisme et de l'école néoclassique. Il a pour ambition de mettre des outils à disposition du grand public pour comprendre le monde et faire démocratiquement des choix éclairés[source insuffisante].
Ainsi, le magazine s'oppose aux politiques budgétaires d'austérité et est favorable à une augmentation des dépenses publiques financées notamment par de la dette. En effet, il considère que les États peuvent emprunter davantage que ce qui est préconisé par les économistes orthodoxes, affirmant notamment que les banques centrales pourraient éventuellement annuler les dettes publiques si nécessaire et préconise le retour d'un modèle de financement direct entre la banque centrale et l'État sans l'intermédiaire des marchés financiers. Alternatives économiques s'oppose au report de l’âge légal de départ à la retraite, est hostile à une baisse de la fiscalité estimant qu'il n'y pas trop d'impôts en France, et voit comme désirable et possible un monde sans croissance économique. Alternatives économiques est favorable à une augmentation des aides sociales et à une baisse des aides publiques aux entreprises estimant qu'elles « nous coûtent une fortune ». Le magazine promeut l'économie sociale et solidaire et appelle à une politique ambitieuse en ce qui concerne la transition énergétique et la lutte contre le réchauffement climatique. Il s'oppose à l'énergie nucléaire et à la construction de nouveaux réacteurs en France.
Pour le second tour de l'élection présidentielle française de 2022, Alternatives économiques ne donne pas de consigne de vote à ses lecteurs mais estime que « renvoyer froidement Emmanuel Macron et Marine Le Pen dos à dos est une attitude dangereuse » et que Marine Le Pen incarne une « menace fascisante ». Pour les élections législatives de 2022, Alternatives économiques consacre l'essentiel de sa couverture médiatique à la NUPES, la coalition de gauche (11 articles sur 15).

## Diffusion
| Année | Diffusion payée |
| ----- | --------------- |
| 2000  | 94 269          |
| 2001  | 97 858          |
| 2002  | 102 280         |
| 2003  | 103 821         |
| 2004  | 105 837         |
| 2005  | 107 678         |
| 2008  | 104 240         |
| 2011  | 105 694         |
| 2012  | 110 129         |
| 2013  | 99 481          |
| 2014  | 92 351          |
| 2015  | 88 317          |
| 2016  | 88 923          |
| 2017  | 88 130          |
| 2018  | 81 624          |
| 2019  | 74 394          |
| 2020  | 72 862          |
| 2021  | 64 998          |
| 2022  | 60 496          |
| 2023  | 51 369          |

Positionné aussi comme outil pédagogique, Alternatives économiques est, en France, utilisé par des enseignants de sciences économiques et sociales, et d'économie et gestion. Il est largement présent dans les manuels scolaires du secondaire.

## Critiques
Certains critiquent l'orientation néo-keynésienne ou altermondialiste d’Alternatives économiques. Ainsi La Tribune affirme que le journal appartient à « la gauche de la gauche » ; pour Le Figaro, ses couvertures sont « antiglobalisation ».
D'autres insistent sur la trop grande place accordée selon eux au « social » au détriment de la vie des entreprises, comme l'ALEPS ou l'Ifrap. Ce dernier, un cercle de réflexion libéral-conservateur, juge le journal en bonne partie responsable du « mépris » supposé de l'éducation nationale envers l'entreprise et les entrepreneurs, et de la présentation de la mondialisation comme une « menace », et de l'« étatisme » comme un bienfait auprès des élèves. Cette vision est également celle du petit patronat et d'une partie de la presse économique concurrente (L'Expansion, Capital). Pour ces critiques, le journal serait en partie responsable de la diffusion d'idées antilibérales dans l'enseignement français et constituerait l'une des causes d'une défiance des élèves vis-à-vis de l'économie de marché, du fait de son utilisation en classe et par les éditeurs de manuel.
En effet, certains reprochent aux éditeurs de manuels de Sciences économiques et sociales (SES) d'accorder une place trop importante au journal dans leurs ouvrages. Selon Les Échos, Alternatives économiques représente 30 % des sources de presse des manuels Bordas et Hachette, ce que confirme l'enquête de l'Association des professeurs en sciences économiques et sociales (APSES) sur l'origine des documents dans les manuels. Cette étude montre par ailleurs que, toutes sources confondues, Alternatives économiques représente 8,6 % des sources chez Hachette et 2,8 % chez Bordas. En effet, les publications scientifiques et universitaires, ainsi que les rapports publiés par l'Insee, l'INED, le Conseil d'analyse économique ou le Sénat français forment l'essentiel des sources dans les 7 manuels de SES analysés par l'étude.
À l'inverse de ces critiques, le journal altermondialiste Pour lire pas lu considère la revue comme n'étant « pas assez de gauche » et proche de la Fondation Saint-Simon.

## Difficultés
Comme d'autres titres de presse, le magazine était en difficulté financière en 2015 et a lancé à ce titre un appel aux dons. Il a révélé une perte de 377 000 € en 2014 et a annoncé l'arrêt, en décembre 2015, de la parution de son trimestriel Alternatives internationales. En 2015, néanmoins, la Scop éditrice du magazine a atteint un résultat positif de 144 000 €, et des résultats proches de l'équilibre les deux années suivantes (-13 000 € en 2016, +23 000 € en 2017).